# فتيان سانريو
فتيان سانريو (باليابانية: サンリオ男子، بالروماجي: Sanrio Danshi) (بالإنجليزية: Sanrio Boys) هي سلسلة مانغا يابانية من تأليف ورسم ماي أندو، نشرت من قبل شوغاكوكان منذ عام 2016. أنتجت إلى مسلسل أنمي تلفزيوني من قبل استوديو بيرو، عرض الأنمي في 6 يناير عام 2018 واستمر عرضه حتى 24 مارس عام 2018، وتكون 12 حلقة.

## القصة
تدور أحداث القصة عن مجموعة من الأولاد المتعلقين بدمى محشوة.

## الشخصيات

### فتيان سانريو
كوتا هاسيغاوا (باليابانية: 長谷川 康太، بالروماجي: Hasegawa Kōta)
مؤدي الصوت: تاكويا إغوتشي
يو ميزونو (باليابانية: 水野 祐، بالروماجي: Mizuno Yū)
مؤدي الصوت: سوما سايتو
شوسوكي يوشينو (باليابانية: 吉野 俊介، بالروماجي: Yoshino Shunsuke)
مؤدي الصوت: جون أوسوكا
ريو نيشيميا (باليابانية: 西宮 諒، بالروماجي: Nishimiya Ryō)
مؤدي الصوت: هيرويوكي كاغورا
سيتشيرو ميناموتو (باليابانية: 源 誠一郎، بالروماجي: Minamoto Seiichirō)
مؤدي الصوت: يوما أوتشيدا
سوبارو أماغايا (باليابانية: 雨ケ谷 昴، بالروماجي: Amagaya Subaru)
مؤدي الصوت: يوشيتسوغو ماتسوؤكا
ناوكي سوغامي (باليابانية: 菅見 直樹، بالروماجي: Sugami Naoki)
مؤدي الصوت: واتارو هاتانو

### شخصيات أخرى
يوري ميزونو (باليابانية: 水野 由梨، بالروماجي: Mizuno Yuri)
مؤدية الصوت: أكاني فوجيتا
تاداشي تسوتشيا (باليابانية: 土屋 正، بالروماجي: Tsuchiya Tadashi)
مؤدي الصوت: تشيهيرو سوزوكي
ياماتو ماتشيدا (باليابانية: 町田 大和، بالروماجي: Machida Yamato)
مؤدي الصوت: دايسكي كيشيو
ساتوشي ماتسو (باليابانية: 松尾智، بالروماجي: Matsuo Satoshi)
مؤدي الصوت: ماكوتو فوروكاوا

## وصلات خارجية
- الموقع الرسمي (باليابانية)
- موقع لعبة الفيديو الرسمي (باليابانية)
- موقع الأنمي الرسمي نسخة محفوظة 14 يناير 2018 على موقع واي باك مشين. (باليابانية)
- فتيان سانريو على موقع IMDb (الإنجليزية)
- فتيان سانريو على موقع ميوزك برينز (الإنجليزية)
- فتيان سانريو على موقع قاعدة بيانات الفيلم (الإنجليزية)
- فتيان سانريو على موقع ANN anime (الإنجليزية)